# Hoyerhagen
Hoyerhagen er en kommune med ca. 1000 indbyggere (2012), beliggende i den nordvestlige del af Landkreis Nienburg/Weser, i den tyske delstat Niedersachsen.

## Geografi
Hoyerhagen ligger i Samtgemeinde Grafschaft Hoya nordvest for Hoya. I kommunen ligger det geografiske midtpunkt i Niedersachsen, iflg. en opmåling i 2001. 23. maj 2003 opsatte man en ca. 1,5 m høj sten på stedet. Hoyerhagen ligger ved jernbanen Eystrup–Syke, som nu fungerer som museumsjernbane.